# Andrew Haydon Park

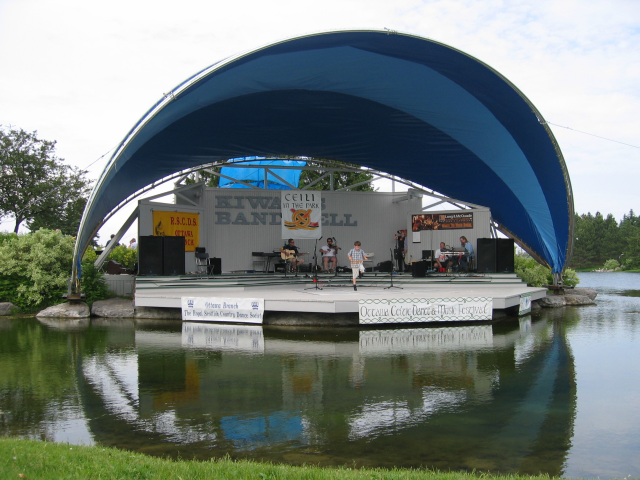
Escenario situado en el parque

Andrew Haydon Park es un parque situado frente al Río Ottawa, a las afueras de la ciudad de Ottawa, capital de Canadá. 
Históricamente, los perros estaban prohibidos en el parque y en el vecino Dick Bell Park. En 2009, la ciudad permitió perros con correa como proyecto piloto de un año. Esto se hizo para resolver el "problema de los gansos", que fue causado por el exceso de gansos canadienses en verano, que excretan por toda la hierba y los caminos. Desde entonces, esta regla se ha prorrogado indefinidamente. Actualmente, están permitidos los perros con correa, pero tienen prohibido estar a menos de cinco metros de todas las áreas de juego y piscinas para niños. Además de gansos, también frecuentan en el parque patos, barnaclas carinegras y aves limícolas. En 2013 se encontró un hombre de unos 20 años herido y desnudo en el parque, el caso fue investigado por la policía. En 2017 fueron inauguradas nuevas zonas infantiles dentro del recinto del parque, que tuvieron un coste aproximado de  365.000 dólares canadienses.

## Galería

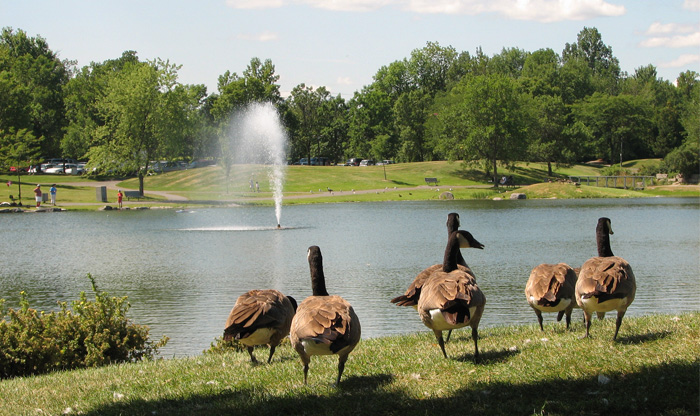
Gansos canadienses en el parque
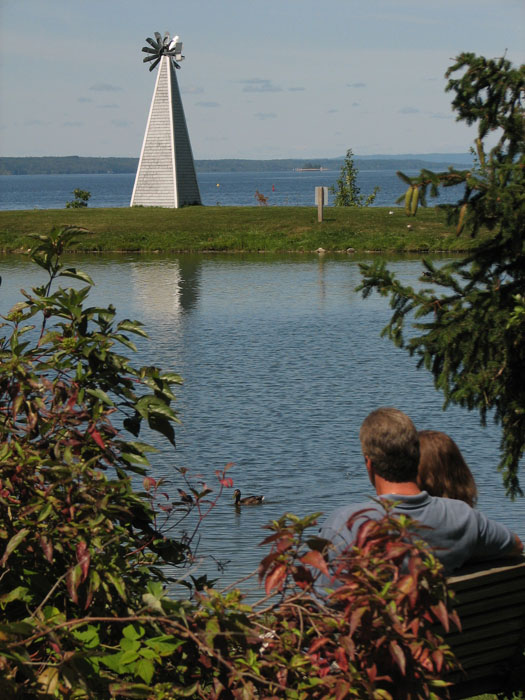
Molino de viento situado entre el Río Ottawa y uno de los estanques del parque.
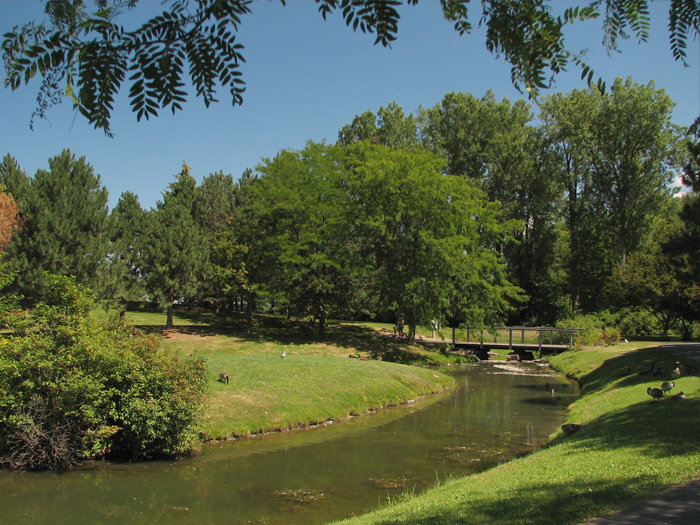
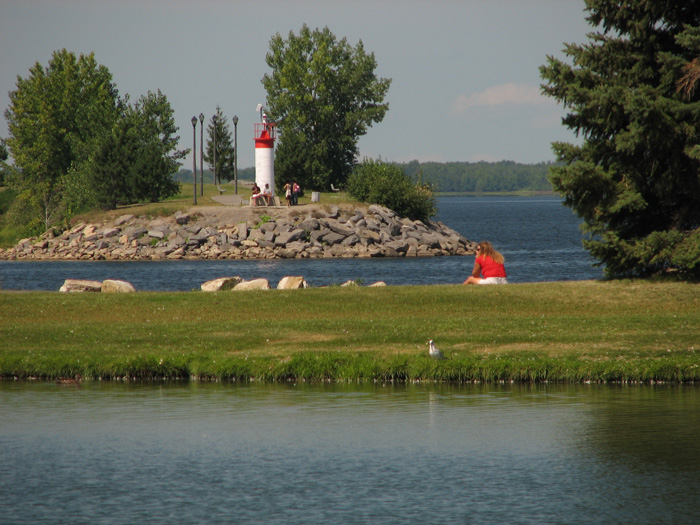